# Pedro Chourio
Anderson Pedro Chourio (Maracaibo, 13 marzo 1990) è un cestista venezuelano.

## Carriera
Con il Venezuela ha disputato i Campionati americani del 2017 e i Campionati mondiali del 2019.